# Aléria
Aléria (korsisch und italienisch Aleria) ist eine französische Gemeinde mit 2239 Einwohnern (Stand 1. Januar 2022) auf der Insel Korsika. Sie liegt auf einem Plateau, ungefähr in der Mitte der Ostküste der Insel, an der Mündung des Tagnone in den  Tavignano, der kurz danach das Mittelmeer erreicht.

## Geschichte

### Griechische Siedler, Etrusker und Karthager
An der Stelle einstiger alt- und jungsteinzeitlicher Wohnplätze errichteten griechische Siedler aus Phokaia um 565 v. Chr. auf Korsika eine Niederlassung unter dem Namen Alalia (Ἀλαλίη, bei Herodot Ἀλλαλία). Nach der Vertreibung aus ihrer an der Küste Kleinasiens zwischen dem Golf von Elaia und dem von Smyrna gelegenen Heimatstadt durch die Perser (546 v. Chr.) ließen sich viele Phokäer in Alalia nieder. Im Zuge der Einwanderung wurden mehrere Heiligtümer errichtet, darunter wohl ein Heiligtum der Artemis. Die Bewohner der Stadt betätigten sich zum Teil als Piraten und machten die Gewässer unsicher, was die Handelsmacht Karthago und die Etrusker gegen sie aufbrachte. In einer gemeinsamen Aktion wurden die Griechen in der Seeschlacht vor Alalia 540 v. Chr. bezwungen. Daraufhin mussten sie die Stadt verlassen und siedelten sich im kampanischen Elea an. Alalia wurde etruskisch.
Die Etrusker beherrschten die Stadt bis ins 3. Jahrhundert v. Chr. Nachdem die Römer die Vorherrschaft der Etrusker gebrochen hatten, wurde Korsika samt Alalia für kurze Zeit karthagisches Protektorat.

### Römische Kolonie
259 v. Chr. wurde die Stadt von Lucius Cornelius Scipio im Zuge des ersten Punischen Krieges erobert. Mit Gründung der Provinz Sardinia et Corsica wurde die Stadt endgültig römisch. Sulla gründete in der Stadt die römische Kolonie colonia Aleria. Nach Plänen Gaius Iulius Caesars wurde die Kolonie von der Legion III des Octavian zwischen 36 und 27 v. Chr. neu errichtet. Nun hieß die Kolonie Colonia Veneria Julia Pacensis Restituta Tertianorum Aleria. Nach der Schaffung der Provinz Corsica war die Stadt Sitz des Provinzverwalters. Im Hafen war eine Abteilung der classis Milenensis stationiert. Die mit einem ordo decurionum ausgestattete Stadt wurde in der römischen Kaiserzeit von Duumviri verwaltet. Bezeugt ist auch ein Flaminat und in der späten Kaiserzeit ein principalis coloniae Aleriae. Im Süden, in Casabianda, wurde eine antike, klassisch und hellenistisch geprägte Nekropole gefunden.

Ausgrabungsstätte in Aleria
3 – Forum, 5 – Tempel, 13 – Prätorium, 15 – Caldarium, 17 – Zisternen

Römische Ruinen von Aleria

Das Zentrum der römischen Stadt Aleria lag auf einer Erhebung an der Mündung des Tagnone in den Tavignano gut 40 Meter über Meereshöhe. Am Nordhang des Hügels errichteten die Genueser 1572 das Fort Matra, in dem heute Fundstücke der 1958 begonnenen Ausgrabungen präsentiert werden. Bisher sind um das trapezförmige Forum die Grundmauern eines Tempels im Osten freigelegt, gegenüber im Westen die des Praetoriums für den Statthalter, der angegliederten Badeanlagen sowie verschiedener Geschäfte und einiger Häuser, teils mit erhaltenen Bodenmosaiken. Durch ein Tor führte eine rund 200 Meter lange Straße zum tiefergelegenen Amphitheater am Südhang.

### Mittelalter
Die Stadt überlebte wohl aufgrund ihrer Bedeutung und Größe. 601 ließ Gregor der Große den länger vakant gebliebenen Bischofssitz wieder besetzen; Aléria war eines von drei korsischen Bistümern neben Ajaccio und Sagona. Die Geschichte der folgenden zwei Jahrhunderte liegt im Dunkeln. Erst für das Jahr der arabischen Zerstörung ist wieder ein Bischof bezeugt. 1092 wurden die korsischen Bistümer durch Papst Gregor VII. reorganisiert und dem Erzbistum Pisa als neuer Metropolitangewalt unterstellt. 1133 wurde das Gebiet der Diözese auf Druck Genuas hin zwischen beiden Städten aufgeteilt, Aléria blieb bei Pisa. Das Bistum Aléria umfasste 18 pievi genannte Pfarrbezirke. Mehrfach wurde der Bischofssitz während Reformphasen durch Päpste Dominikanern, Franziskanern oder Augustinern anvertraut. Im Spätmittelalter verlegten die Bischöfe ihren Sitz von Aléria nach Cervione.

## Moderne
Am 22. August 1975 besetzten korsische Separatisten unter der Führung von Edmond Simeoni das Weingut eines Pied-noir, um gegen deren Bevorteilung und die Korruption zu protestieren. Die Aktion wurde durch die mit Helikoptern eingeflogenen Compagnies Républicaines de Sécurité gewaltsam beendet. Es gab zwei tote Polizisten. Ein Besetzer wurde schwer verletzt. Das Ereignis gilt als Wendepunkt in der korsischen Geschichte.
Bevölkerungsentwicklung
| Jahr                       | 1962 | 1968 | 1975 | 1982 | 1990 | 1999 | 2007 | 2016 |
| Einwohner                  | 778  | 1913 | 2885 | 2410 | 2022 | 1966 | 2007 | 2206 |
| Quellen: Cassini und INSEE |      |      |      |      |      |      |      |      |

## Wirtschaft
Auf dem Gemeindegebiet gelten kontrollierte Herkunftsbezeichnungen (AOC) für Brocciu, Honig (Miel de Corse – Mele di Corsica), Olivenöl (Huile d’olive de Corse – Oliu di Corsica) und Wein (Vin de Corse oder Corse blanc, rosé und rouge) sowie geschützte geographische Angaben (IGP) für Clementinen (Clémentine de Corse) und Wein (Ile de Beauté blanc, rosé oder rouge und Méditerranée blanc, rosé und rouge). In Aléria ist seit 1976 Korsikas größter Weinerzeugerverband ansässig, die Union des Vignerons de l’Île de Beauté.

## Verkehr

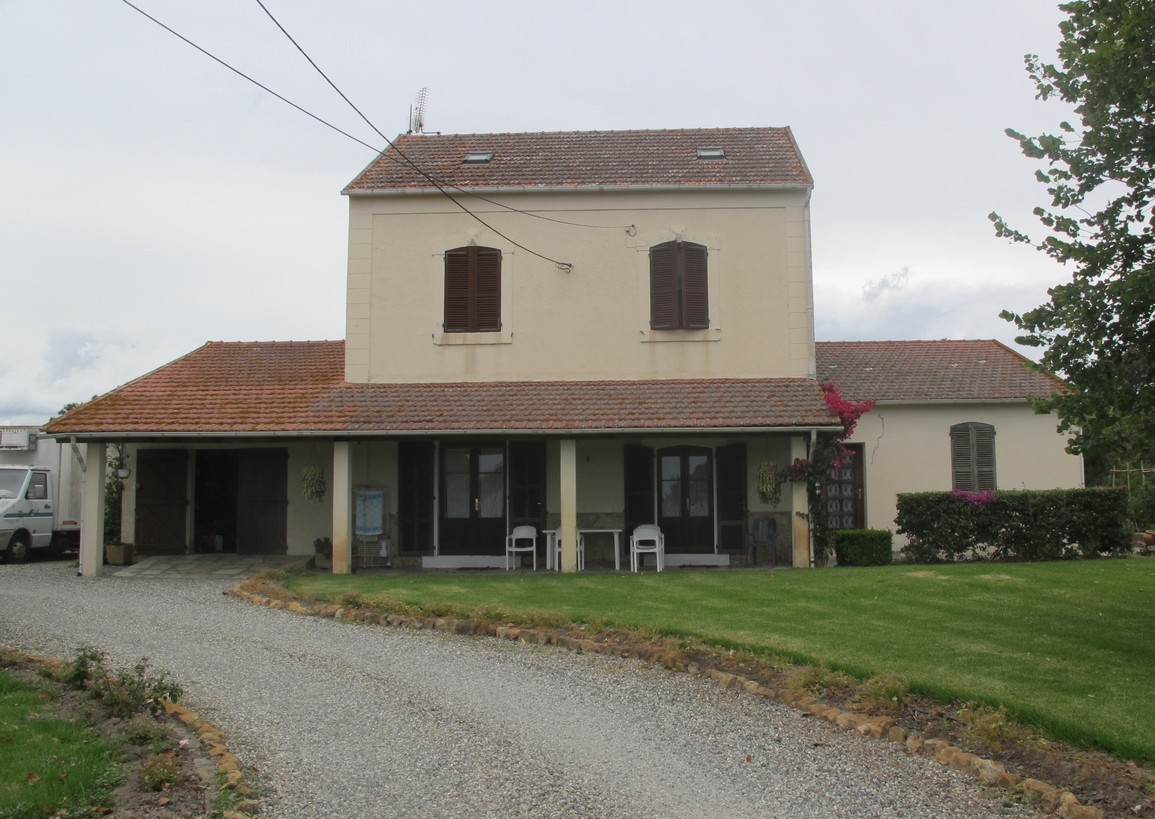
Empfangsgebäude des ehemaligen Bahnhofs von Aléria

Seit 1888 war der Ort mit einer Haltestelle an der Bahnstrecke Casamozza–Porto-Vecchio an das Eisenbahnnetz Korsikas angeschlossen. Die Bahnstrecke wurde beim Rückzug der deutschen Wehrmacht aus Korsika 1943 zerstört und nicht wieder aufgebaut.